# Heinrich Johann von Wrangell
Heinrich Johann Freiherr von Wrangell zu Addinal (russisch Андрей Иванович Врангель / Andrei Iwanowitsch Wrangel; schwedisch Heinrich Johann Friherre Wrangel af Adinal; * 28. Novemberjul. / 9. Dezember 1736greg.; † 11. Maijul. / 23. Mai 1813greg. in Sompäh) war ein russischer Generalleutnant, Geheimrat und Gouverneur in Estland.

## Leben

### Herkunft und Familie
Johann Heinrich war Angehöriger der 1680 in den schwedischen Freiherrenstand gehobenen Linie Addinal des deutschbaltischen Adelsgeschlechts Wrangel. Seine Eltern waren Nils Johann von Wrangell (1709–1778) und Auguste von Essen a.d.H. Pöddes († 1740).
Aus seiner 1778 mit Auguiste von Löwenstern (1756–1818) geschlossenen Ehe gingen 12 Kinder hervor, wovon 10 das Erwachsenenalter erreichten. Darunter:
- Julie von Wrangell (1781–1862), ⚭ 1822 Wilhelm Blau († 1866), russischer Generalmajor
- Karl von Wrangell (1782–1865), Kreisrichter in Wierland
- Ludwig von Wrangell (1786–1847), Ritter des Ordens Pour le Mérite, Vizegouverneur von Wilna und Wirklicher Staatsrat
- Friederike von Wrangell, ⚭ 1822 Wilhelm von der Weyde, Ingenieur-General

### Werdegang
Wrangel erhielt seine Erziehung im Landkadettenkorps in St. Petersburg und trat 1755 in russische Dienste. Er machte den Siebenjährigen Krieg mit und avancierte 1767 zum Major. Im Jahr 1771 nahm er als Oberstwachtmeister am Türkenkrieg teil, wurde verwundet und mit dem St. Georgsorden IV. Klasse ausgezeichnet. Er stieg 1777 weiter auf zum Oberstleutnant, 1778 zum Oberst und wurde 1780 Brigadier.
1783 wurde er zum Staatsrat ernannt und als Vizegouverneur von Estland mit dem Vorsitz des Kameralhofes betraut. Mit seiner Beförderung zum Generalmajor 1790 wurde er auch Statthalter in Estland. Der Aufstieg zum Generalleutnant ging mit der Auszeichnung mit dem St. Wladimirorden II. Klasse einher. 1796 erhielt er mit der Ernennung zum Geheimrat seinen Abschied.
Wrangell war Erbherr auf den estländischen Gütern Neu Sommerhusen, Sompäh, Terrefer, Uhhe und Klein Bockenhof.